# Карл Левин Ото фон Ленте
Карл Левин Ото фон Ленте (на немски: Carl Levin Otto von Lenthe; * 16 юни 1749 в Хановер; † 28 ноември 1815 в Целе) е благородник от стария род фон Ленте в горния чифлик, част от град Герден в региона на Хановер в Долна Саксония
Той е син на Ото Кристиан фон Ленте (1706 – 1750) и съпругата му фрайин Флорина София фон Лихтенщайн (1716 – 1756), дъщеря на фрайхер Адам Хайнрих Готлоб фон Лихтенщайн (1693 – 1747) и Анна Урсула Катарина фон Алвенслебен (1699 – 1717), дъщеря на Гебхард Йохан II фон Алвенслебен (1642 – 1700).
Брат му Ернст Лудвиг Юлиус фон Ленте (1744 – 1814) е юрист, дипломат, министър в Лондон.

## Фамилия
Карл Левин Ото фон Ленте се жени на 4 юли 1786 г. в Ретмар pri Lerte за графиня Хенриета София Фридерика Сабина фон Бенингсен (* 27 октомври 1769, Хановер; † 8 април 1850, Целе, Хановер), внучка на руския генерал Леонтий Бенингсен, дъщеря на Левин Август фон Бенигсен (1745 – 1826) и Фридерика Амалия Луиза фон Щайнберг (1750 – 1773). Те имат син и две дъщери:
- Карл Фридрих Юлиус фон Ленте (* 17 май 1788 в Целе; † 22 март 1874, Врещет), женен на 16 септември 1816 г. в Целе за Анна Доротея Юлиана Луиза Хенриета фон Шлепегрел (* 23 юни 1789 или 1790 в Целе; † 2 януари 1837, Нортхайм); имат син
- Мариана Августа фон Ленте (* 12 януари 1790, Целе; † 19 май 1873, Гьорц), омъжена на 15 февруари 1810 г. в Прага за принц Карл Вилхелм фон Ауершперг (* 17 август 1783; † 18 декември 1847), син на княз Вилхелм фон Ауершперг (1749 – 1822) и графиня Леополдина фон Валдщайн, господарка на Вартенберг (1761 – 1846); имат 7 деца
- Фридерика Луиза Вилхелмина Хенриета фон Ленте (* 13 февруари 1791, Целе; † 5 ноември 1860, Прага), омъжена на 15 февруари 1810 г. в Прага за 7. княз Карл Вилхелм Филип Виктор фон Ауершперг (* 5 октомври 1782, Прага; † 25 януари 1827), брат на съпруга на сестра ѝ; Празнува се двойна сватба в Прага; имат 6 деца[3]

- Горният чифлик Ленте
- Долният чифлик Ленте